# ABS-CBN의 텔레비전 드라마 목록

ABS-CBN 현재의 로고이다.

이것은 ABS-CBN에서 제작한 텔레비전 드라마 목록이다. 타이틀은 출시 10년과 연도별로 정렬된다. 드라마 선집은 제외된다.

## 1960년대
| 제목                     | 프리미어 날짜   | 피날레 날짜     |
| ------------------------ | --------------- | --------------- |
| 히와가 사 바하이 나 바토 | 1963년 9월 30일 | 1964년 1월 25일 |
| 라라완 낭 팍-이빅        | 1964년          | 1964년          |
| 프린시페 아만테          | 1966년          | 1966년          |

## 1970년대
| 제목   | 프리미어 날짜 | 피날레 날짜     |
| ------ | ------------- | --------------- |
| 엘리사 | 1970년        | 1972년 9월 22일 |

## 1980년대
| 제목                      | 프리미어 날짜    | 피날레 날짜      |
| ------------------------- | ---------------- | ---------------- |
| 앙칸                      | 1986년 9월 15일  | 1988년           |
| 루네타: 디스커버리 아워   | 1986년 9월 15일  | 1986년 11월 21일 |
| 힐락봇                    | 1986년 9월 15일  | 1986년 11월 21일 |
| 이나                      | 1986년 9월 15일  | 1986년 12월 12일 |
| 앙 파밀리아 코            | 1987년 4월       | 1987년 6월       |
| 팍-이빅 오 카랑알란       | 1988년           | 1990년           |
| 우미이곳 앙 카팔라란      | 1988년           | 1988년           |
| 아길라                    | 1989년 2월 20일  | 1992년 2월 7일   |
| 부복 사 푸소              | 1989년           | 1989년           |
| 산타 지타 앗 시 메리 로즈 | 1989년           | 1991년           |
| 안나 루나                 | 1989년 11월 27일 | 1994년 9월 30일  |

## 1990년대
| 제목                   | 프리미어 날짜   | 피날레 날짜      |
| ---------------------- | --------------- | ---------------- |
| 이사벨, 수고 낭 비르핸 | 1991년          | 1992년 1월 3일   |
| 세비아, 마할 키타      | 1991년          | 1992년 8월 14일  |
| 발리엔테               | 1992년 2월 10일 | 1995년 1월 27일  |
| 마라 클라라            | 1992년 8월 17일 | 1997년 2월 14일  |
| 파밀리아 사라고사      | 1995년 6월 11일 | 1996년 9월 29일  |
| 기믹                   | 1996년 6월 15일 | 1999년 2월 6일   |
| 에스페란사             | 1997년 2월 17일 | 1999년 7월 30일  |
| 물라 사 푸소           | 1997년 3월 10일 | 1999년 4월 9일   |
| 오카 토카트            | 1997년 6월 24일 | 2002년 7월 2일   |
| 마리넬라               | 1999년 2월 8일  | 2001년 5월 11일  |
| 지믹                   | 1999년 2월 20일 | 2002년 11월 9일  |
| 앙 문팅 파라이소       | 1999년 3월 6일  | 2002년 5월 11일  |
| 타빙 이록              | 1999년 3월 14일 | 2003년 10월 19일 |
| 사안 카 만 나로로온    | 1999년 4월 12일 | 2001년 3월 23일  |
| 러브스 코 시 베이브    | 1999년 8월 2일  | 2000년 11월 10일 |

## 2000년대

### 2000년
| 제목        | 프리미어 날짜    | 피날레 날짜     |
| ----------- | ---------------- | --------------- |
| 팡아코 싸요 | 2000년 11월 13일 | 2002년 9월 20일 |

### 2001년
| 제목                   | 프리미어 날짜   | 피날레 날짜     |
| ---------------------- | --------------- | --------------- |
| 사 둘로 낭 왈랑 항간   | 2001년 3월 26일 | 2003년 2월 28일 |
| 레쿠에르도 데 아모르   | 2001년 5월 14일 | 2003년 1월 10일 |
| 사 푸소 코 이잉아탄 카 | 2001년 6월 18일 | 2003년 2월 14일 |
| 여어 호너              | 2001년 6월 22일 | 2002년          |

### 2002년
| 제목                  | 프리미어 날짜    | 피날레 날짜      |
| --------------------- | ---------------- | ---------------- |
| 카이 타갈 캉 히닌타이 | 2002년 7월 8일   | 2003년 11월 14일 |
| 비투인                | 2002년 9월 23일  | 2003년 5월 23일  |
| 버크스                | 2002년 11월 16일 | 2004년 3월 20일  |

### 2003년
| 제목                  | 프리미어 날짜   | 피날레 날짜      |
| --------------------- | --------------- | ---------------- |
| 다라팅 앙 우마가      | 2003년 3월 3일  | 2003년 11월 14일 |
| 사나이 왈라 낭 와카스 | 2003년 5월 19일 | 2004년 7월 9일   |
| 바스탓 카사마 키타    | 2003년 5월 26일 | 2004년 9월 10일  |
| 잇 마이트 비 유       | 2003년 12월 8일 | 2004년 12월 10일 |

### 2004년
| 제목                | 프리미어 날짜    | 피날레 날짜      |
| ------------------- | ---------------- | ---------------- |
| 마리나              | 2004년 2월 23일  | 2004년 11월 12일 |
| 사라 더 틴 프린세스 | 2004년 3월 1일   | 2004년 10월 22일 |
| 망아랍 카           | 2004년 3월 29일  | 2004년 10월 8일  |
| 히람                | 2004년 7월 12일  | 2005년 5월 20일  |
| 메이드 인 헤븐      | 2004년 8월 16일  | 2004년 11월 19일 |
| 크리스탈라          | 2004년 10월 11일 | 2005년 4월 22일  |
| 스피릿츠            | 2004년 12월 13일 | 2005년 5월 6일   |

### 2005년
| 제목                   | 프리미어 날짜   | 피날레 날짜      |
| ---------------------- | --------------- | ---------------- |
| 틸 데스 두 어스 파트   | 2005년 1월 31일 | 2005년 5월 13일  |
| 망아 앙헬 나 왈랑 랑잇 | 2005년 5월 9일  | 2006년 2월 24일  |
| 이카우 앙 라헛 사 아킨 | 2005년 5월 16일 | 2005년 11월 4일  |
| 캄파네랑 쿠바          | 2005년 6월 6일  | 2005년 12월 16일 |
| 베트남 로즈            | 2005년 9월 19일 | 2006년 2월 10일  |
| 앙 판다이              | 2005년 11월 7일 | 2006년 5월 26일  |

### 2006년
| 제목             | 프리미어 날짜   | 피날레 날짜      |
| ---------------- | --------------- | ---------------- |
| 굴롱 낭 파라드   | 2006년 1월 9일  | 2006년 5월 12일  |
| 사 필링 모       | 2006년 2월 27일 | 2006년 8월 25일  |
| 비투잉 왈랑 닝닝 | 2006년 5월 15일 | 2006년 10월 6일  |
| 카야 릴리        | 2006년 5월 29일 | 2006년 9월 15일  |
| 슈퍼 잉고        | 2006년 8월 28일 | 2007년 2월 9일   |
| 크레이지 포 유   | 2006년 9월 11일 | 2006년 12월 29일 |
| 마깅 시노 카 만  | 2006년 10월 9일 | 2007년 5월 25일  |

### 2007년
| 제목                           | 프리미어 날짜    | 피날레 날짜      |
| ------------------------------ | ---------------- | ---------------- |
| 사나 마우릿 물리               | 2007년 1월 8일   | 2007년 4월 20일  |
| 마리아 플로르데루나            | 2007년 2월 12일  | 2007년 6월 22일  |
| 팔리모스 낭 팍-이빅            | 2007년 3월 5일   | 2007년 4월 20일  |
| 루닌                           | 2007년 4월 16일  | 2007년 7월 26일  |
| 히람 나 무크하                 | 2007년 4월 23일  | 2007년 6월 1일   |
| 왈랑 카파릿                    | 2007년 4월 23일  | 2007년 8월 31일  |
| 마이 미나마할                  | 2007년 6월 4일   | 2007년 7월 13일  |
| 이사벨라                       | 2007년 6월 25일  | 2008년 1월 18일  |
| 나투툴로그 바 앙 디요스        | 2007년 7월 16일  | 2007년 10월 12일 |
| 마가리타                       | 2007년 7월 30일  | 2007년 9월 21일  |
| 코케이                         | 2007년 8월 6일   | 2007년 11월 9일  |
| 팡아랍 나 비투인               | 2007년 9월 3일   | 2007년 12월 7일  |
| 라스틱맨                       | 2007년 9월 24일  | 2008년 1월 25일  |
| 프린세사 낭 바나이라           | 2007년 10월 8일  | 2008년 5월 23일  |
| 프린세스 사라                  | 2007년 11월 12일 | 2007년 12월 21일 |
| 마깅 시노 카 만: 앙 팍바발리크 | 2007년 12월 10일 | 2008년 3월 28일  |

### 2008년
| 제목                     | 프리미어 날짜    | 피날레 날짜      |
| ------------------------ | ---------------- | ---------------- |
| 파타인 사 신닥 시 바바라 | 2008년 1월 7일   | 2008년 4월 25일  |
| 쿵푸 키즈                | 2008년 1월 28일  | 2008년 4월 25일  |
| 팔로스                   | 2008년 1월 28일  | 2008년 4월 25일  |
| 로보                     | 2008년 1월 28일  | 2008년 7월 11일  |
| 말릭노                   | 2008년 4월 28일  | 2008년 5월 23일  |
| 리가우 나 불라클라크     | 2008년 5월 26일  | 2008년 10월 24일 |
| 마이걸                   | 2008년 5월 26일  | 2008년 9월 5일   |
| 이이 파 라망             | 2008년 7월 14일  | 2008년 11월 7일  |
| 디오사                   | 2008년 8월 11일  | 2009년 1월 16일  |
| 아이 러브 베티 라 페아   | 2008년 9월 8일   | 2009년 4월 24일  |
| 카힛 이상 사그릿         | 2008년 9월 15일  | 2008년 12월 12일 |
| 피에타                   | 2008년 10월 27일 | 2009년 5월 1일   |
| 에바 폰다                | 2008년 12월 1일  | 2009년 2월 6일   |

### 2009년
| 제목                     | 프리미어 날짜    | 피날레 날짜      |
| ------------------------ | ---------------- | ---------------- |
| 타용 달라와              | 2009년 1월 19일  | 2009년 9월 25일  |
| 마이 부카스 파           | 2009년 2월 2일   | 2010년 2월 5일   |
| 캄발 사 우마             | 2009년 4월 20일  | 2009년 10월 9일  |
| 온리 유                  | 2009년 4월 27일  | 2009년 8월 21일  |
| 버드 브라더스            | 2009년 5월 4일   | 2009년 8월 28일  |
| 웨딩                     | 2009년 6월 29일  | 2009년 9월 4일   |
| 카토르세                 | 2009년 8월 24일  | 2010년 1월 8일   |
| 다힐 마이 이상 이카우    | 2009년 8월 24일  | 2010년 1월 15일  |
| 앙 랄라킹 낙마할 사 아킨 | 2009년 8월 31일  | 2009년 10월 16일 |
| 플로린다                 | 2009년 9월 7일   | 2009년 10월 2일  |
| 파리의 연인              | 2009년 9월 28일  | 2009년 12월 11일 |
| 낙시물라 사 푸소         | 2009년 10월 12일 | 2010년 1월 22일  |
| 썸웨어 인 마이 하트      | 2009년 10월 19일 | 2009년 12월 4일  |
| 마이 치팅 하트           | 2009년 12월 7일  | 2010년 1월 29일  |

## 2010년대

### 2010년
| Title                       | Premiere Date    | Finale Date      |
| --------------------------- | ---------------- | ---------------- |
| 탕잉 야만                   | 2010년 1월 11일  | 2010년 5월 21일  |
| 쿵 타요이 막카칼라요        | 2010년 1월 18일  | 2010년 7월 9일   |
| 막카노 앙 이용 당알         | 2010년 1월 25일  | 2010년 5월 14일  |
| 러브 이즈 온리 인 더 무비스 | 2010년 2월 1일   | 2010년 2월 12일  |
| 하방 마이 부하이            | 2010년 2월 1일   | 2010년 5월 14일  |
| 아구아 벤디타               | 2010년 2월 8일   | 2010년 9월 3일   |
| 섭스티튜트 브라이드         | 2010년 2월 15일  | 2010년 2월 26일  |
| 루비                        | 2010년 2월 15일  | 2010년 8월 13일  |
| 유어 마인, 온리 마인        | 2010년 3월 1일   | 2010년 3월 12일  |
| 루망 피소 파라 사 푸소      | 2010년 3월 15일  | 2010년 3월 31일  |
| 러브 미 어게인              | 2010년 4월 5일   | 2010년 5월 14일  |
| 임포스토르                  | 2010년 5월 17일  | 2010년 9월 17일  |
| 로살카                      | 2010년 5월 17일  | 2010년 10월 22일 |
| 모마이                      | 2010년 5월 24일  | 2010년 9월 17일  |
| 마그카리발                  | 2010년 6월 28일  | 2010년 11월 5일  |
| 미드나잇 팬텀               | 2010년 7월 12일  | 2010년 8월 13일  |
| 노아                        | 2010년 7월 12일  | 2011년 2월 4일   |
| 크리스틴                    | 2010년 8월 16일  | 2011년 2월 11일  |
| 아이돌                      | 2010년 9월 6일   | 2010년 10월 22일 |
| 알리나                      | 2010년 9월 20일  | 2011년 2월 11일  |
| 코케이 앗 아코              | 2010년 9월 20일  | 2010년 12월 3일  |
| 이모르탈                    | 2010년 10월 4일  | 2010년 4월 29일  |
| 후아니타 바나나             | 2010년 10월 25일 | 2011년 2월 18일  |
| 마라 클라라                 | 2010년 10월 25일 | 2011년 6월 3일   |
| 사벨                        | 2010년 12월 6일  | 2011년 3월 11일  |

### 2011년
| 제목                       | 프리미어 날짜    | 피날레 날짜      |
| -------------------------- | ---------------- | ---------------- |
| 무트야                     | 2011년 1월 31일  | 2011년 5월 6일   |
| 그린 로즈                  | 2011년 2월 14일  | 2011년 5월 27일  |
| 마나 포                    | 2011년 2월 21일  | 2011년 4월 1일   |
| 민산 랑 키타 이이비긴      | 2011년 3월 7일   | 2011년 8월 19일  |
| 물라 사 푸소               | 2011년 3월 28일  | 2011년 8월 12일  |
| 원 헌드레드 데이즈 투 헤븐 | 2011년 5월 9일   | 2011년 11월 18일 |
| 건스 앤 로지스             | 2011년 6월 6일   | 2011년 9월 23일  |
| 레푸타숀                   | 2011년 7월 11일  | 2012년 1월 20일  |
| 마리아 라 델 바리오        | 2011년 8월 15일  | 2012년 3월 2일   |
| 마이 비논도 걸             | 2011년 8월 22일  | 2012년 1월 20일  |
| 그로윙 업                  | 2011년 9월 11일  | 2012년 2월 12일  |
| 나사안 까 엘리사           | 2011년 9월 12일  | 2012년 1월 13일  |
| 부도이                     | 2011년 10월 10일 | 2012년 3월 9일   |
| 앙헬리토: 바탕 아마        | 2011년 11월 14일 | 2012년 4월 13일  |
| 이카우 아이 팍-이빅        | 2011년 11월 21일 | 2012년 1월 27일  |

### 2012년
| 제목                     | 프리미어 날짜    | 피날레 날짜      |
| ------------------------ | ---------------- | ---------------- |
| 왈랑 항간                | 2012년 1월 16일  | 2012년 10월 26일 |
| 루마요 카 만 사 아킨     | 2012년 1월 23일  | 2012년 5월 4일   |
| 문도 만 아이 마구나우    | 2012년 1월 30일  | 2012년 7월 13일  |
| 이-보이                  | 2012년 1월 30일  | 2012년 4월 13일  |
| 오카 토카트              | 2012년 2월 4일   | 2012년 5월 5일   |
| 와코 와코                | 2012년 3월 5일   | 2012년 5월 25일  |
| 다힐 사 팍-이빅          | 2012년 3월 12일  | 2012년 6월 29일  |
| 쿵 아코이 이이완 모      | 2012년 4월 16일  | 2012년 11월 16일 |
| 프린세스 앤 아이         | 2012년 4월 16일  | 2013년 2월 1일   |
| 아리아나                 | 2012년 5월 7일   | 2012년 1월 25일  |
| 히야스                   | 2012년 5월 28일  | 2012년 7월 13일  |
| 로렌조스 타임            | 2012년 7월 2일   | 2012년 10월 5일  |
| 비 케어플 위드 마이 하트 | 2012년 7월 9일   | 2014년 11월 28일 |
| 카힛 푸소이 마수가탄     | 2012년 7월 9일   | 2013년 2월 1일   |
| 핀타다                   | 2012년 7월 16일  | 2012년 11월 2일  |
| 앙헬리토: 앙 바공 육토   | 2012년 7월 16일  | 2012년 12월 14일 |
| 이나, 카파티드, 아낙     | 2012년 10월 8일  | 2013년 6월 14일  |
| 어 뷰티풀 어페어         | 2012년 10월 29일 | 2013년 1월 18일  |
| 파라이소                 | 2012년 11월 5일  | 2013년 4월 5일   |

### 2013년
| 제목                       | 프리미어 날짜    | 피날레 날짜      |
| -------------------------- | ---------------- | ---------------- |
| 카일랑안 코이 이카우       | 2013년 1월 21일  | 2013년 4월 19일  |
| 마이 이상 팡아랍           | 2013년 1월 21일  | 2013년 5월 17일  |
| 카힛 콘팅 팍팅인           | 2013년 1월 28일  | 2013년 4월 12일  |
| 후안 델라 크루즈           | 2013년 2월 4일   | 2013년 10월 25일 |
| 아포이 사 다갓             | 2013년 2월 11일  | 2013년 7월 5일   |
| 리틀 챔프                  | 2013년 3월 18일  | 2013년 5월 24일  |
| 두공 부하이                | 2013년 4월 8일   | 2013년 9월 27일  |
| 마이 리틀 후안             | 2013년 5월 20일  | 2013년 9월 13일  |
| 안나리사                   | 2013년 5월 27일  | 2014년 3월 21일  |
| 후왁 카 랑 마와왈라        | 2013년 6월 17일  | 2013년 8월 23일  |
| 물링 북산 앙 푸소          | 2013년 7월 8일   | 2013년 10월 4일  |
| 갓 투 빌리브               | 2013년 8월 26일  | 2014년 3월 7일   |
| 부카스 나 랑 키타 마마할린 | 2013년 9월 2일   | 2013년 11월 15일 |
| 갈레마: 아낙 니 주마       | 2013년 9월 30일  | 2013년 3월 28일  |
| 마리아 메르세데스          | 2013년 10월 7일  | 2014년 1월 24일  |
| 호네스토                   | 2013년 10월 28일 | 2014년 3월 14일  |

### 2014년
| 제목                     | 프리미어 날짜    | 피날레 날짜      |
| ------------------------ | ---------------- | ---------------- |
| 리갈 와이프              | 2014년 1월 27일  | 2014년 6월 13일  |
| 이카우 라망              | 2014년 3월 10일  | 2014년 10월 24일 |
| 제세벨                   | 2014년 3월 17일  | 2014년 7월 18일  |
| 미라벨라                 | 2014년 3월 24일  | 2014년 7월 4일   |
| 문 오브 디자이어         | 2014년 3월 31일  | 2014년 8월 15일  |
| 사나 부카스 파 앙 카하폰 | 2014년 6월 16일  | 2014년 10월 10일 |
| 퓨어 러브                | 2014년 7월 7일   | 2014년 11월 14일 |
| 하왁 카마이              | 2014년 7월 21일  | 2014년 11월 21일 |
| 두 아내                  | 2014년 10월 13일 | 2015년 3월 13일  |
| 포에버모어               | 2014년 10월 27일 | 2015년 5월 22일  |
| 바기토                   | 2014년 11월 17일 | 2015년 3월 13일  |
| 드림 대드                | 2014년 11월 24일 | 2014년 4월 17일  |

### 2015년
| 제목                       | 프리미어 날짜    | 피날레 날짜      |
| -------------------------- | ---------------- | ---------------- |
| 오 마이 G!                 | 2015년 1월 19일  | 2015년 7월 24일  |
| 플로르데리사               | 2015년 1월 19일  | 2015년 8월 28일  |
| 나사안 카 낭 카일랑안 키타 | 2015년 1월 19일  | 2015년 10월 16일 |
| 인다이 보테                | 2015년 3월 16일  | 2015년 5월 29일  |
| 브리지스 오브 러브         | 2015년 3월 16일  | 2015년 8월 7일   |
| 나다니엘                   | 2015년 4월 20일  | 2015년 9월 25일  |
| 팡아코 싸요                | 2015년 5월 25일  | 2016년 2월 12일  |
| 파시온 데 아모르           | 2015년 6월 1일   | 2016년 2월 26일  |
| 닝닝                       | 2015년 7월 27일  | 2016년 1월 15일  |
| 온 더 윙스 오브 러브       | 2015년 8월 10일  | 2016년 2월 26일  |
| 도블레 카라                | 2015년 8월 24일  | 2017년 2월 10일  |
| 올 오브 미                 | 2015년 8월 31일  | 2016년 1월 29일  |
| 앙 프로빈샤노              | 2015년 9월 28일  | 2022년 8월 12일  |
| 왈랑 이와난                | 2015년 10월 19일 | 2015년 12월 4일  |
| 유어 마이 홈               | 2015년 11월 9일  | 2016년 3월 23일  |
| 앤 아이 러브 유 소우       | 2015년 12월 7일  | 2015년 3월 11일  |

### 2016년
| 제목                 | 프리미어 날짜    | 피날레 날짜      |
| -------------------- | ---------------- | ---------------- |
| 비 마이 레이디       | 2016년 1월 18일  | 2016년 11월 25일 |
| 투빅 앗 랑이스       | 2016년 2월 1일   | 2016년 9월 2일   |
| 돌체 아모레          | 2016년 2월 15일  | 2016년 8월 26일  |
| 위 윌 서바이브       | 2016년 2월 29일  | 2016년 7월 15일  |
| 우리의 이야기를      | 2016년 2월 29일  | 2016년 6월 17일  |
| 마이 슈퍼 D          | 2016년 4월 18일  | 2016년 7월 15일  |
| 본 포 유             | 2016년 6월 20일  | 2016년 9월 16일  |
| 틸 아이 멧 유        | 2016년 8월 29일  | 2017년 1월 20일  |
| 더 그레이티스트 러브 | 2016년 9월 5일   | 2017년 4월 21일  |
| 막파항강 와카스      | 2016년 9월 19일  | 2017년 1월 6일   |
| 랑잇 루파            | 2016년 11월 28일 | 2017년 4월 28일  |

### 2017년
| 제목                  | 프리미어 날짜    | 피날레 날짜      |
| --------------------- | ---------------- | ---------------- |
| 사랑의 마지막         | 2017년 1월 9일   | 2017년 9월 22일  |
| 친애하는 심장         | 2017년 1월 23일  | 2017년 6월 16일  |
| 더 나은 반            | 2017년 2월 13일  | 2017년 9월 8일   |
| 들꽃                  | 2017년 2월 13일  | 2018년 2월 9일   |
| 길 잃은 마음          | 2017년 4월 24일  | 2018년 1월 12일  |
| 이카우 랑 앙 이이비긴 | 2017년 5월 1일   | 2018년 1월 25일  |
| 블러드 문             | 2017년 6월 19일  | 2018년 3월 1일   |
| 프로미스 오브 포에버  | 2017년 9월 11일  | 2017년 11월 24일 |
| 선한 아들             | 2017년 9월 25일  | 2018년 4월 13일  |
| 항강 사안             | 2017년 11월 27일 | 2018년 4월 27일  |

### 2018년
| 제목                | 프리미어 날짜    | 피날레 날짜      |
| ------------------- | ---------------- | ---------------- |
| 아신타도            | 2018년 1월 15일  | 2018년 10월 5일  |
| 사나 달라와 앙 푸소 | 2018년 1월 29일  | 2018년 9월 14일  |
| 블러드 시스터즈     | 2018년 2월 12일  | 2018년 8월 17일  |
| 바가니              | 2018년 3월 5일   | 2018년 8월 17일  |
| 신스 아이 파운드 유 | 2018년 4월 16일  | 2018년 8월 3일   |
| 아라우 가비         | 2018년 4월 30일  | 2018년 10월 12일 |
| 할리크              | 2018년 8월 13일  | 2019년 4월 26일  |
| 지금과 영원히       | 2018년 8월 20일  | 2019년 1월 18일  |
| 플레이하우스        | 2018년 9월 17일  | 2019년 3월 22일  |
| 카데낭 긴토         | 2018년 10월 8일  | 2020년 2월 7일   |
| 로스 바스타르도스   | 2018년 10월 15일 | 2019년 9월 27일  |

### 2019년
| 제목           | 프리미어 날짜   | 피날레 날짜      |
| -------------- | --------------- | ---------------- |
| 제너럴즈 도터  | 2019년 1월 21일 | 2019년 10월 4일  |
| 미카엘라       | 2019년 3월 25일 | 2019년 10월 18일 |
| 히와가 낭 캄밧 | 2019년 4월 21일 | 2019년 8월 25일  |
| 메아 쿨파      | 2019년 4월 29일 | 2019년 8월 9일   |
| 킬러 브라이드  | 2019년 8월 12일 | 2020년 1월 17일  |
| 기생충 섬      | 2019년 9월 8일  | 2019년 12월 1일  |
| 파밀리아 코    | 2019년 9월 9일  | 2020년 3월 13일  |
| 산두고         | 2019년 9월 30일 | 2020년 3월 20일  |
| 스타를라       | 2019년 10월 7일 | 2020년 1월 10일  |

## 2020년대

### 2020년
| Title             | Premiere Date   | Finale Date     |
| ----------------- | --------------- | --------------- |
| 메이크 잇 위드 유 | 2020년 1월 13일 | 2020년 3월 13일 |
| 어 솔져스 하트    | 2020년 1월 20일 | 2020년 9월 25일 |
| 러브 다이 우먼    | 2020년 2월 10일 | 2020년 9월 11일 |
| 솔메이트          |                 |                 |
| 카힛 민산 랑      |                 |                 |

## 같이 보기
- ABS-CBN